# 県道159号 (台湾)
県道159号（けんどう159ごう）は、嘉義県六脚郷から同県番路郷を結ぶ、全長36.641kmの台湾の県道である。

## 通過する自治体
- 嘉義県
  - 六脚郷
  - 新港郷
  - 太保市
- 嘉義市
  - 西区
  - 東区
- 雲林県
  - 虎尾鎮
- 嘉義県
  - 竹崎郷
  - 番路郷

## 接続する道路
- 台19線
- 台37線
- 県道164号
- 県道157号
- 県道166号
- 国道1号
- 台1線
- 県道159甲線
- 県道163号
- 台3線
- 県道159甲線

## 施設
- 嘉義インターチェンジ
- 精忠国小学校

## 支線

### 甲線
県道159号甲線（けんどう159ごうこうせん）は、嘉義市西区から嘉義県竹崎郷を結ぶ全長、42.279kmの台湾の県道である。

#### 通過する自治体
- 嘉義市
  - 西区
  - 東区
- 嘉義県
  - 番路郷
  - 竹崎郷

#### 接続する道路
- 県道159号
- 県道163号
- 台3線
- 県道159号
- 県道169号
- 台18線